# WJZ-TV (Nova Iorque)
A WJZ-TV foi uma emissora de televisão americana instalada na cidade de Nova Iorque, no Estado de Nova Iorque. A emissora era afiliada à rede American Broadcasting Company (ABC) e sintonizada no Canal 7 analógico.
A FCC deu licença ao Canal 7 em abril de 1947. A emissora iniciou as atividades em 10 de agosto de 1948 com nome de WJZ-TV, como emissora independente.
Manteve programação independente, apesar de exibir programas da ABC em 1949, embora a rede ainda estava, em sua maior parte, em seus estágios iniciais de desenvolvimento; as estações da rede ABC foi ao ar uma programação comum durante este período, especialmente após a temporada de outono do mesmo ano, quando horário nobre da rede começou a se expandir. 
Foi a primeira das três estações de televisão assinado pela ABC durante mesmo ano, juntamente com WENR-TV (atual WLS-TV) em Chicago e WXYZ-TV em Detroit. Letras de chamada do Canal 7 veio de sua estação de rádio, em seguida, irmã, WJZ (770 AM, agora WABC). 
Local do transmissor original da estação foi em cima de The Pierre Hotel em 2 E. 61st Street, antes de se mudar para o Empire State Building, alguns anos depois. Os estúdios originais da estação eram localizados na 77 West 66th Street, com estúdios na 7 West 66th Street. Um túnel subterrâneo ligado estúdios ABC em 7 West 66th Street ao lobby fo Hotel des Artistes, um bloco ao norte, on West 67th Street. Outro estúdio dentro do Hotel des Artistes foi usado para Eyewitness News Conference.
Com mudanças da estrutura de emissora, o nome e prefixo da estação foram alterados para WABC-TV em 1º de março de 1953, com isso a WJZ-TV é extinta.
Em 12 de junho de 2009, depois de quase 61 anos no ar pelo canal 7 e 56 anos com atual nome, a emissora deixou ser exibida no canal analógico, devido a transição analógica ao digital iniciada nos Estados Unidos em 1999.